# Amata heptaspila
Amata heptaspila  là một loài bướm đêm thuộc phân họ Arctiinae, họ Erebidae.